# Eugène Reilhac
Pour les articles homonymes, voir Reilhac.
Eugène Reilhac, né le 16 mars 1920 à Clairac et Mort pour la France le 14 mars 1943 au large du Touquet, est un militaire et résistant français, Compagnon de la Libération. 

## Biographie

### Jeunesse et formation
Fils de médecin, Eugène Reilhac naît le 16 mars 1920 à Clairac, dans le Lot-et-Garonne. Après avoir débuté ses études secondaires au lycée Saint-Caprais d'Agen, il part pour un lycée de Bordeaux afin d'y préparer le concours d'entrée à l'École de l'air.

### Seconde Guerre mondiale
Lors de la mobilisation de 1939, alors que l'école de l'air s'est repliée de Versailles à Bordeaux par crainte de bombardements, Eugène Reilhac décide de ne pas attendre le concours normal et s'engage pour la durée de la guerre comme élève-officier de réserve. Après sa formation de base, il est affecté à la base aérienne 103 de Châteauroux en novembre 1939 et est promu aspirant en janvier 1940. En avril suivant, il est muté à la base aérienne 101 Toulouse-Francazal et obtient un brevet d'observateur en avion. Sa formation n'étant pas terminée, il ne participe pas à la bataille de France, mais le 18 juin 1940, il entend l'appel du général de Gaulle et décide de poursuivre la lutte contre l'Allemagne. Échappé jusqu'à Port-Vendres, il parvient à embarquer pour un cargo vers Gibraltar et de là rejont l'Angleterre où il débarque le 8 juillet 1940. Engagé dans les forces aériennes françaises libres et promu sous-lieutenant, il suit une formation de pilote à la Free French Training School d'Odiham, puis à la 5 Service Flying Training School de Ternhill et enfin à la 59 Operationnal Training Unit de Crosby-on-Eden. Désormais pilote breveté, il rejoint les groupes français intégrés à la Royal Air Force et sert successivement au 43 Squadron RAF, au 124 Squadron RAF, au 81 Squadron RAF et au 122 Squadron RAF.
En novembre 1942, il est muté au Groupe de chasse Île-de-France dont il prend le commandement de l'escadrille Paris en remplacement du lieutenant Chauvin, abattu quelques jours avant. Le 11 novembre 1942, il parvient à mettre en fuite trois Fw 190 et en endommage un troisième quelques jours plus tard. Les 9 et 15 janvier 1943, il connaît ses deux premières victoires aériennes lors d'une mission au-dessus des territoires occupés au cours de laquelle il abat deux chasseurs allemands. Le 16 février 1943, il est promu capitaine puis commandant à titre temporaire seulement trois jours après lorsqu'il prend le commandement du groupe Île-de-France après la disparition du capitaine Jacques-Henri Schloesing,. Il cumule alors 150 heures de vol de guerre en 79 missions.
Le 14 mars 1943, Eugène Reilhac mène le groupe Île-de-France lors d'une mission au large des côtes du Pas-de-Calais, entre Le Touquet et Boulogne-sur-Mer. Engagé dans le combat contre une escadrille de Fw 190 supérieurs en nombre, il est aperçu pour la dernière fois alors qu'il poursuit plusieurs chasseurs ennemis. Ce jour-là, il ne rentre pas à la base et est considéré comme perdu en mer. Son corps n'a jamais été retrouvé.

## Décorations
|  |  |  |  |  |  |  |  |  |
|  |  |  |  |  |  |  |  |  |
|  |  |  |  |  |  |  |  |  |

| Chevalier de la Légion d'Honneur                 | Chevalier de la Légion d'Honneur                 | Chevalier de la Légion d'Honneur                 | Compagnon de la Libération Par décret du 16 octobre 1945             | Compagnon de la Libération Par décret du 16 octobre 1945             | Compagnon de la Libération Par décret du 16 octobre 1945             | Croix de guerre 1914-1918                               | Croix de guerre 1914-1918                               | Croix de guerre 1914-1918                               |
| Médaille de la Résistance française Avec rosette | Médaille de la Résistance française Avec rosette | Médaille de la Résistance française Avec rosette | Médaille commémorative des services volontaires dans la France libre | Médaille commémorative des services volontaires dans la France libre | Médaille commémorative des services volontaires dans la France libre | Médaille commémorative française de la guerre 1939-1945 | Médaille commémorative française de la guerre 1939-1945 | Médaille commémorative française de la guerre 1939-1945 |
| Croix de guerre 1939-1945 (Tchécoslovaquie)      |                                                  |                                                  |                                                                      |                                                                      |                                                                      |                                                         |                                                         |                                                         |

## Hommages
- Dans son village natal de Clairac, son nom est inscrit sur le Monument aux Morts de la commune ainsi que sur nue plaque commémorative au sein de l'église[6],[7]. Une rue de la commune a également été baptisée en son honneur[8].
- Au Tréport, il est mentionné sur le monument commémoratif des combattants FAFL disparus[9].
- À Port-Vendres, son nom figure sur le monument commémoratif aux aviateurs 1939-1945[10].